# Frederick Melrose Horowhnua Hanson
Frederick Melrose Horowhnua Hanson, novozelandski general, geodet in vojaški inženir, * 9. julij 1895, † 1979.